# Dylan Windler
 Dylan Windler (Indiana, 22 de setembro de 1996) é um jogador norte-americano de basquete profissional que atualmente joga no Atlanta Hawks da National Basketball Association (NBA).
Ele jogou basquete universitário na Universidade de Belmont e foi selecionado pelo Cleveland Cavaliers como a 26° escolha geral no Draft da NBA de 2019.

## Carreira no ensino médio
Ele cresceu em Indianapolis, Indiana, onde estudou na Perry Meridian High School. Além do basquete, Windler se destacou no golfe e participou de torneios locais.
No verão de 2014, Windler foi selecionado para jogar pela equipe da AAU de Indiana, ao lado do futuro jogador Kyle Guy. Seu desempenho atraiu ofertas de bolsas de estudos de 15 universidades da Divisão I e ele assinou com Belmont.
Windler liderou o estado em média de pontos e rebotes em seu último ano com 27,3 pontos e 10,2 rebotes.

## Carreira universitária
Como calouro, Windler foi reserva e obteve médias de 4,3 pontos e 4.5 rebotes.
Em seu segundo ano, ele assumiu a posição de titular e se tornou uma ameaça externa com 39,8% de acerto de arremessos de três pontos. No fim da temporada, ele teve médias de 9,2 pontos e 6.3 rebotes.
O terceiro ano de Windler foi uma temporada estelar com médias de 17,3 pontos e 9,3 rebotes. Ele teve um jogo de 36 pontos e 20 rebotes contra Morehead em 17 de fevereiro de 2018.
Em sua última temporada, ele registrou 41 pontos, 10 rebotes e três roubadas de bola em uma vitória por 96-86 sobre o Morehead em 10 de fevereiro de 2019. Nessa temporada, ele teve médias de 21,3 pontos e 10,8 rebotes, ajudando Belmont a se classificar para o Torneio da NCAA. Eles enfrentaram Maryland Terrapins no Round of 64 e apesar dos 35 pontos e 11 rebotes de Windler, Belmont perdeu por 79-77.

## Carreira profissional

### Cleveland Cavaliers (2019–2023)
Windler foi selecionado pelo Cleveland Cavaliers como a 26° escolha geral no draft da NBA de 2019. Em 3 de julho de 2019, os Cavaliers anunciaram que havia assinado um contrato de 4 anos e US$10.45 milhões com Windler. Em janeiro de 2020, ele foi descartado da temporada com uma lesão na perna.
Windler fez sua estreia na NBA em 23 de dezembro de 2020, registrando três pontos e dois roubos de bola na vitória por 121–114 sobre o Charlotte Hornets. Em 23 de fevereiro de 2021, ele marcou 15 pontos, seu recorde pessoal, além de pegar cinco rebotes na vitória por 112–111 sobre o Atlanta Hawks.

### New York / Westchester Knicks (2023–2024)
Em 26 de julho de 2023, Windler assinou um contrato bidirecional com o New York Knicks e, em 21 de outubro, seu contrato foi convertido em um contrato padrão, logo antes do início da temporada. Windler foi designado várias vezes para o Westchester Knicks. Em 13 de dezembro, ele foi dispensado por New York. No entanto, dois dias depois, ele foi contratado pelo Westchester.

### Los Angeles / South Bay Lakers (2024)
Em 6 de janeiro de 2024, Windler assinou um contrato bidirecional com o Los Angeles Lakers. Em 2 de março, ele foi dispensado pelos Lakers.

### Atlanta Hawks / College Park Skyhawks (2024–Presente)
Em 4 de março de 2024, Windler assinou um contrato bidirecional com o Atlanta Hawks.

## Estatísticas da carreira

### NBA

#### Temporada regular
| Ano      | Equipe      | PJ  | PT | MPJ  | AP   | 3P   | LL   | RT  | AS  | BR | TO | PPJ |
| -------- | ----------- | --- | -- | ---- | ---- | ---- | ---- | --- | --- | -- | -- | --- |
| 2020–21  | Cleveland   | 31  | 0  | 16.5 | .438 | .338 | .778 | 3.5 | 1.1 | .6 | .4 | 5.2 |
| 2021–22  | Cleveland   | 50  | 0  | 9.2  | .378 | .300 | .833 | 1.8 | .7  | .3 | .1 | 2.2 |
| 2022–23  | Cleveland   | 3   | 0  | 3.5  | .667 | .500 | —    | .0  | .3  | .3 | .0 | 1.7 |
| 2023–24  | New York    | 3   | 0  | 2.5  | .500 | .500 | —    | .3  | .3  | .0 | .0 | 1.0 |
| 2023–24  | L.A. Lakers | 8   | 0  | 3.5  | .444 | .500 | —    | .4  | .8  | .0 | .0 | 1.5 |
| 2023–24  | Atlanta     | 6   | 0  | 12.2 | .526 | .471 | —    | 2.0 | .5  | .3 | .0 | 4.7 |
| Carreira | Carreira    | 101 | 0  | 7.9  | .492 | .434 | .805 | 1.3 | .6  | .2 | .0 | 2.7 |

### Universidade
| Ano      | Equipe   | PJ  | PT | MPJ  | AP   | 3P   | LL   | RT   | AS  | BR  | TO  | PPJ  |
| -------- | -------- | --- | -- | ---- | ---- | ---- | ---- | ---- | --- | --- | --- | ---- |
| 2015–16  | Belmont  | 32  | 1  | 18.4 | .495 | .239 | .667 | 4.5  | .9  | .6  | .6  | 4.3  |
| 2016–17  | Belmont  | 30  | 30 | 30.1 | .533 | .398 | .733 | 6.3  | 1.6 | .9  | 1.0 | 9.2  |
| 2017–18  | Belmont  | 33  | 33 | 35.4 | .559 | .426 | .718 | 9.3  | 2.7 | 1.0 | .9  | 17.3 |
| 2018–19  | Belmont  | 33  | 33 | 33.2 | .540 | .429 | .847 | 10.8 | 2.5 | 1.4 | .6  | 21.3 |
| Carreira | Carreira | 128 | 97 | 29.2 | .531 | .373 | .741 | 7.7  | 1.9 | .9  | .7  | 13.0 |